# 西村麻聡
西村 麻聡（にしむら まさとし、1958年8月30日 - ）は、日本のベーシスト、ミュージシャン、シンガーソングライター、サウンド・プロデューサー。佐賀県生まれ。血液型はA型。本名は、西村 昌敏（読み同じ）。1977年にプロデビューし、1985年まで本名で活動していた。

## 来歴
1969年
小学5年生時、親戚の家で映画『ひまわり』のサントラを聴いたのがきっかけで音楽にのめりこむ。
1970年
12歳のとき、ビートルズの映画『レット・イット・ビー』を観てバンドに憧れる。
1971年 - 1973年
中学2年生まで器械体操をやっていたが、2度右腕を骨折してしまい退部。吹奏楽部でウッド・ベースを弾ける生徒を探していたところ、ギターが弾けるため、誘われ入部、ベースに触れる。
1974年 - 1976年
佐賀県立佐賀東高等学校在学中に、バンド仲間のレベル限界を感じ、上昇志向で上京。
1977年
上京後、キーボードを購入し、楽曲制作に没頭する。19歳頃からプロ活動を開始し、数多くのセッションに参加するようになる。
1980年
元『チューリップ』のドラマー・上田雅利が中心となって結成した、バンド『TONY』 のメンバーとしてメジャーデビュー。
1982年
5月、バンド『TONY』が解散。音楽制作事務所・ビーイングに所属する。長戸大幸の制作チーム『Image Forum Concept』に参加し、サウンドプロデューサーとして活動を開始する。
1983年
亜蘭知子のアルバム『浮遊空間』のプロデュースを皮切りに、主にビーイング系アーティストのプロデュース、レコーディング参加を中心に活動する。
1984年
元『YMO』・細野晴臣と野中英紀を中心に結成された音楽ユニット『F.O.E (Friends of Earth)』 にも参加する。
1985年
後の事務所社長となる山路隆俊に占いの姓名判断改名を促され、これまでの西村昌敏から西村麻聡と改名する。同じ事務所に所属していた北島健二、山田わたると バンド『FENCE OF DEFENSE』 を結成。ベースだけでなく、シンセサイザー、ボーカルも担当する。
1986年
前年から音楽ユニットTM NETWORKのツアーサポートに参加。
1987年
6月21日、バンド『FENCE OF DEFENSE』がEPICソニーより、アルバム『FENCE OF DEFENSE』、シングル『フェイシア』でデビュー。楽曲のほとんどを作曲し、一部、作詞も手がけた。
1988年
小泉今日子のアルバム『ナツメロ』でのバックバンドとして、野村義男のユニット『野村義男BAND』に参加。メンバーは野村のほか、元『C-C-B』の渡辺英樹、元・『ZELDA』の小澤亜子、デーモン小暮であった。
1999年
バンド『FENCE OF DEFENSE』は4年間活動休止する。その間、楽曲提供、アレンジ、アーティスト・プロデュース等、スタジオワークを中心に積極的に活動する。映画『黄龍-イエロードラゴン』『自殺マニュアル』『キル・鬼ごっこ』『コンクリート』、プレイステーション・ソフト「それいけ×ココロジー」などのサウンドトラックも手掛ける。
2003年
『F.O.D』の活動を再開し、以後毎年のようにアルバムを制作。
2008年
アルバム『円游律』を事実上の古巣と言えるソニー・ミュージックエンタテインメントからリリースされ、以降の作品も発売されている（詳細についてはFENCE OF DEFENSEの項）。その傍ら、ソロとしてのCDリリースやライブ活動、"matC"名義でのアルバムのリリース、トランス・ユニット"R.A.M"など多岐に渡る活動を精力的に行い、主なライブイベントとしては、80年代活躍したアーティストを集め、各々のヒット曲をジャズ調にアレンジしたライブ『Pop Meets Jazz』というイベントを開催している。

## 使用機材
- エレキベース：ヤマハ： TRB-5（トランスルーセントブラック：メイン)、（アンバーバースト:サブ）（シグネチャーモデル）、ヤマハ：MOTION-LB5（シグネチャーモデル）、ヤマハ： BX-5
- ワイヤレスシステム：サムソン・テクノロジーズ UR-5DJ、UT-5J（レシーバー）
- サイレントベース：ヤマハ： SLB200
- キーボード：ヤマハ ：MOTIF ES7
- ベースアンプ：アンペグ ：SVT-2 Pro、アンペグ：SVT810EN（キャビネット）、ヒュース&ケトナー ：BASE BASS 600（ヘッド）、410（キャビネット）
- エフェクター：SANS Amp： Bass D.I、LINE6： PODXT live
- ボリュームペダル：コルグ ：XVP-10
- アコースティックギター：ヤマハ： LJ26
- アコースティックギター用プリアンプ：ヤマハ： AG Stomp
- アコースティックギター用アンプ：FISHMAN：Loudbox 100

## ディスコグラフィ
DUSTRAX RECORDS（インディーズレーベル）より
- 「juvinola」（マキシシングル）
- 「夢唄-初夏」（ミニアルバム）
- 「nostalgia」（ミニアルバム）
- 「matC/retro flex」（アルバム）
- 「matC 2/sonic resort」（アルバム）
- 「PARAMETRIC-HYPER PROGRESS-REMIX:matC」（リミックスアルバム）
- 「唯言集」（ベストアルバム）
- 「恋愛パラドックス」（アルバム）
- 「夢奏詩」（アルバム）

## DVD
DUSTRAX RECORDS（インディーズレーベル）より
- Masatoshi Nishimura Live in POP MEETS JAZZ （2010年12月8日）

## プロデュース作品
- ユニコーン「BOOM」
- 亜蘭知子「浮遊空間」
- 近藤真彦「for you 抱擁」
- FOOT STAMP「真昼の月」「裸になって」「流星」
- 古舘伊知郎「大過激」
- 村松健「Still Life Donuts」
- romi「あのうた」「あのうた2」

## サウンドトラック
- テレビ東京系アニメ「横山光輝 三国志」（1991年）「横山光輝 三国志II」（1992年）
- プレイステーション・ソフト「それいけ×ココロジー〜心が教える恋・結婚・人生〜」（1996年）
- 映画『黄龍-イエロードラゴン』（2003年)
- 映画『自殺マニュアル』
- 映画『自殺マニュアル2 中級編』
- 映画『キル・鬼ごっこ』（2003年）
- 映画『コンクリート』（2004年）
- 映画 『夏の思い出 ～沖縄伝説～』（2006年）
- 短編映画『海ガメの約束』（2015年）
- テレビアニメ　『蒼天の拳』(2018年）
- 日本テレビ　ドラマ　『３年A組　今から皆さんは、人質です』（2018年）
- 日本テレビ　ドラマ　『ニッポンノワール 刑事Yの反乱』（2019年）
- 日本テレビ　ドラマ　『コントが始まる』（2021年）
- 日本テレビ　ドラマ　『悪女』（2022年）

## 提供楽曲
【西村昌敏】名義
- 亜蘭知子 「ジ・レ・ン・マ」、「ひと夏のタペストリー」、「Lonely Night」、「BABY DON'T YOU CRY ANYMORE」、「BODY TO BODY」、「HANNYA」、「I'M IN LOVE」
- 少女隊 「ELECTRIC CITY」、「KU•RO•O•BI MAGIC (disco version)」、「FOREVER (disco version)」
- 生沢佑一 「52階のチャイニーズ・ガール」
- 秋本奈緒美 「TONITE」、「DREAM ON FIRE」、「MY LOVE CAN ONLY GROW」、「HONEY BEE」
- 唐獅子BLUES BAND 「大阪どしゃぶりブルースキッズ」
- 麻生小百合 「LOVE SOMEBODY」、「OH!MY DARIN'」
- 浜田麻里 「HARD DANCIN'」
- 令多映子 「REFLEX」
- 杉本誘里　「Fatal Found」、「Woman」、「Love You」、「Medusa」
- SAMIA 「ALL NIGHT BOMBER」、「DUNE」
- 沙里 「レスキュー」
- 古舘伊知郎 「男と女の国技館」、「昭和の恋の物語」、「部長」
- 里見浩太朗 「旅路」（日本テレビ系時代劇「長七郎江戸日記」第1期主題歌）、「さすらいの唄」
- BUTABAND 「元祖わいはブタやそれがどうしたU.S.A.」、「総本家わいはブタやそれがどうしたU.S.A.」
- エディー山本 「JUST YOU」
- マリーン 「TONIGHT」
- 村田有美 「KISSの行方」、「ポーズボタン2押して」、「ロマンエクスプレスの最終駅」、「EMPTINESS AND WOMAN」、「PRIVATE LESSON」、「LABUSHIMA」
- 村松健 「MOONLIGHT LADY」
- TONY 「ラストダンス」
- F.O.E (Friends of Earth) 「AGRICULT」、「DECLINE OF THE CITY」、「LUNAR GLOOM」「OPERA」、「TOTAL ECLIPSE」、「DON'T WANNA LOSE MY SOUL」
- アン・ルイス 「Stranger in the dark」
- 早川めぐみ 「Hot Lady」、「レスキュー」、「Dance With Romance」、「Endless Night」
- 唐獅子BLUES BAND 「大阪どしゃぶりブルースキッズ」
- SAMIA 「ALL NIGHT BOMBER」

【西村麻聡】名義
- 斉藤さおり 「いいかげんな夕暮れ」
- 高村亜留 「BEAT GOES ON」、「TA TA YA MY LOVE」
- 北原和歌子 「フェアウェル・ソング」
- TUBE 「ビコーズ・アイ・ラブ・ユー」（長戸大幸との共作）、「SAY GOOD BYE TONITE」
- 遠藤ミチロウ 「ゲイノーブラザーズ」、「破産」、「ブレードランナー」、「POP REVOLUTION」
- 岡安由美子 「キサラド・ロード」
- 少女隊 「Oriental Night」
- 大塚純子 「LIP STOCK SOLDIER」
- BLUE FIELD 「ANGEL DANCE」、「スリル」
- 鈴木聖美 「彼女たちは止まらない」
- 西城秀樹 「Shinin' Heart」、「Bad Angel」
- 中森明菜 「小悪魔」
- 諸岡ケンジ 「MOON LIGHT SURPRISE」、「DELICACY」
- 柳ジョージ 「アイム・ソー・プラウド」、「GOLDEN TIME」
- 近藤真彦 「Nightless Girl」（FENCE OF DEFENSEのカバー）、「Inside Love」、「Just Walking Under Moonlight」
- 杉浦幸 「午前0時の I NEED YOU」、「二年目（ジンクス）」
- GWINKO 「YESTERDAY TODAY FOREVER」、「ダイナソス・ラブ」、「GET ON」、「TEENAGE BEAT」、「Walkin`On The Street」、「KISS KISS KISS」、「STARSHIP」、「GROWIN'UP」（久保田利伸との共作）
- 宇都宮隆 「Angel」
- 鴨下泰子　「DON'T STOP THAT MUSIC」
- 菊池健一郎 「MOON LIGHT RAINの下で」
- 小茂田理絵 「Flapper」、「ガールズ・マインド」、「PICARESCA」、「VELVET RAIN」
- 宮永尚美 「スローダンスに首ったけ」、「ロマンティックがギザギザ」、「BACHELOR GIRL」
- クロスザパルサア 「MY BOY」
- ジャニーズJr. 「RED SUN」
- 手塚国光（置鮎龍太郎） 「BLAZE AWAY」
- SMAP 「スポーツしよう」
- 富田麻帆 「MESSAGE」
- 佐藤ひろ美 「Venus Dream」（WOWOWアニメ「護くんに女神の祝福を!」EDテーマ）
- FUNKY HORROR BAND 「アトランティスを探して」「POSEIDON」
- GIRLS BE…（豊嶋真千子・桑島法子） 「あかるい」、「ひどい僕だけど」
- 本城未沙子「SECURITY BLANKET」、「蜜のビート」、「MIDNIGHT FLOWER」、「LIGHTHOUSE」
- 相川七瀬 「DO IT!!」
- 美勇士 「EX DREAM」（WOWOWアニメ「X」OPテーマ）
- 清心 「SWEET SWEET HAPPY」、「TERANG BULAN’色のない月」、「ブランコの夢」、「アトリエ」、「君と描く心の声で愛を歌おう」、「PRAY TO THE SKY」
- MODE 「STARLIGHT」、「LONELY AND CRAZY」、「HORIZON」
- ハイスクール・オーラバスター「STRAWBERRY RAIN」(歌 野村義男)、「VISIONS FOR DIVINITY-異空幻徨-」、「FAITH」、「ENDLESS WONDER」(歌 K.INOJO)
- 愛咲姫花「GET♂BOY」
- BLUE FIELD 「スリル」
- 飯沼ももこ「早く出てこい！〜出産行進曲〜」
- ジャニーズ・ジュニア 「RED SUN」
- ジェニー・ツェン(甄妮) 「等待黎明」 1986

## 主なレコーディング参加作品
- 細野晴臣 『S・F・X』
- GWINKO 『YESTERDAY TODAY FOREVER』『TEENAGE BEAT』
- 小泉今日子 『ナツメロ』（1988年）
- 松本孝弘 『Thousand Wave』（1988年）
- 浜田麻里 『Heart and Soul』（1988年）
- オムニバス（大沢誉志幸他EPICソニー所属アーティスト）クリスマス企画アルバム『Dance To Christmas』（1988年）
- 西城秀樹 『MAD DOG』（1991年）（キーボードにて）
- 木根尚登 『Never Too Late 〜夢のつづき〜』『春を待つ』
- 北島健二 『WILD FLOWeR』（1999年）
- 川嶋あい 『My Love』

## matCの主な作品
matCは、テクノ・クラブ系の音楽を制作、リリースする時等に現れる西村の別姿。またDJ GOOとのユニットR.A.Mとしても活動していた。
- FENCE OF DEFENSE「XXX」（アルバム/1997年）
15曲目「三重人格 (xxx mix)」R.A.M
- FENCE OF DEFENSE「Fresh Killed Love Remix!」（マキシシングル/1998年）
1曲目「Fresh Killed Love (ramix)」R.A.M　2曲目「Fresh Killed Love (f.o.d. iyaiya mix)」
3曲目「Fresh Killed Love (mad vox mix)」
- FENCE OF DEFENSE「f.o.d. new master trax」（リミックスアルバム/1999年）
1曲目「AB-O-RIGINAL (ancient wind mix)」　3曲目「STRANGE BLUE (east mt.adult mix)」
5曲目「TIME (hard punp up mix)」R.A.M 　7曲目「FREAKS (generique swing mix)」
- 「ATOMIC-FOREST」（コンセプトアルバム/2000年）
1曲目「NEW BREED」　8曲目「CRACKING GALE」R.A.M
- FENCE OF DEFENSE「f.o.d. new master trax II」（リミックスアルバム/2000年）
4曲目「DATA NO.6 (pure psychedelic mix) 」R.A.M
5曲目「digitaglam featuring Deep Kiss (heavyweight intendant black mix) 」
- 中嶋清心 (現・清心)「SWEET SWEET HAPPY」（マキシシングル/2001年）
5曲目「SWEET SWEET HAPPY (enhansed mix)」R.A.M
- carve「Sequence Notes」（マキシシングル/2002年）
3曲目「ESCAPE (xxx extrax)」
- 中嶋清心「カラミアッテイコウ」（マキシシングル/2002年）
3曲目「カラミアッテイコウ (summer style extrax)」
- 中嶋清心「TERANG BULAN’色のない月」（マキシシングル/2002年）
3曲目「TERANG BULAN’色のない月 (sun set moon rize extrax)」
- 「Piaキャロットへようこそ!! 劇場版 -さやかの恋物語-」（オリジナルサウンドトラック/2003年）
24曲目「渚のウェイトレス (remix version)」
- 「matC/retro flex」（1stソロアルバム/2003年）
- 「REBORN -In Focus-」（コンセプトアルバム/2004年）
3曲目「WAVE IN THE DEEP SEA」　6曲目「FOOL ON THE MOUNTAIN」
- 「REBORN -Out of Focus-」（コンセプトアルバム/2004年）
1曲目「PERFECT WORLD (remix)」A-Bee&matC 　2曲目「meniwa-mienaisekai (spamix)」R.A.M
- 「matC 2/sonic resort」（2ndソロアルバム/2005年）
- FENCE OF DEFENSE「FOD NEW MASTER TRAX 3 SYNTHTIC DUPLICATE "PANGEA"」（リミックスアルバム/2006年）
1曲目「疾風迅雷 (w.w.w mix)」　6曲目「夜のカナリア (nova_nova mix)」
12曲目「暁に捧ぐ (devon mix)」
- 西村麻聡「SUPER SOUND STORM」（企画アルバム/2006年）
2曲目「UNDER GRAVITY」
- FENCE OF DEFENSE「F.O.D HD2 Remix VJ」（DVD/2007年）
1曲目「希望の虹 (journey to love mix)」
- FENCE OF DEFENSE「PARAMETRIC-HYPER PROGRESS-REMIX:matC」（リミックスアルバム/2009年）
- FENCE OF DEFENSE「GOLDIVIN REMIX USB」（リミックスアルバム/2012年）
2曲目「DOGGIE HORSE (Tragic bpm135 Mix)」　3曲目「GRAVITY COXX (Cross Hip Mix) 」
5曲目「GALAXIAN (Happy Mama Mix)」　6曲目「LOST WALTZ (Circle Sea Mix)」
7曲目「ATOMIC DIVINATION (Old School Mix)」　8曲目「CLOUDY HEMPOINT (Floating Gipsy Mix)」